# Hans Næss
Hans Næss (3 de novembro de 1886 — 10 de dezembro de 1958) foi um velejador norueguês, campeão olímpico. Ele competiu nos Jogos Olímpicos de Verão de 1920 na classe 12 Metre e conquistou a medalha de ouro na disputa realizada segundo as regras de 1907 a bordo do Atlanta com Henrik Østervold, Halvor Birkeland, Rasmus Birkeland, Lauritz Christiansen, Halvor Møgster, Jan Østervold, Kristian Østervold e Ole Østervold. Ele trabalhou primeiro para um negociante de carvão em sua cidade natal, depois foi corretor de navios e, como tal, também presidente da associação local de corretores de navios.